# Leptynia
Leptynia é um género de bicho-pau pertencente à família Diapheromeridae.
As espécies deste género podem ser encontradas na Península Ibérica.
Espécies:
- Leptynia acuta (Karsch, 1898)
- Leptynia annaepaulae Scali, Milani & Passamonti, 2012
- Leptynia attenuata Pantel, 1890
- Leptynia caprai Scali, 1996
- Leptynia montana Scali, 1996
- Leptynia platensis Piza, 1939